# Jean-Pierre Kutwa
Jean-Pierre Kutwa (sinh 1945) là một Hồng y người Bờ Biển Ngà của Giáo hội Công giáo Rôma. Ông hiện đảm nhận vai trò Tổng giám mục chính tòa Tổng giáo phận Abidjan. Trước khi đến Abidjan, ông từng đảm nhận vai trò Tổng giám mục chính tòa,  rồi Giám quản Tông Tòa Tổng giáo phận Gagnoa.

## Tiểu sử
Hồng y Jean-Pierre Kutwa sinh ngày 22 tháng 12 năm 1945 ở Blockhauss, Bờ Biển Ngà. Sau quá trình tu học dài hạn tại các cơ sở chủng viện theo quy định của Giáo luật, ngày 20 tháng 12 năm 1970, chủng sinh Kutwa tiến đến việc được phong chức Phó tế, với vị chủ phong cử hành bởi Tổng giám mục Tổng giáo phận Abidjan Bernard Yago. Nửa năm sau đó, ngày 11 tháng 7 năm 1971, Phó tế Kutwa tiến đến việc được truyền chức linh mục, nghi thức cũng do Tổng giám mục Yago cử hành, linh mục trẻ tuổi Kutwa cũng là thành viên linh mục đoàn Tổng giáo phận này.
Sau 30 năm phục vụ trên cương vị là một linh mục, ngày 15 tháng 5 năm 2001, tin tức từ Tòa Thánh loan báo Giáo hoàng đã tuyển chọn linh mục Jean-Pierre Kutwa, 56 tuổi, làm Tổng giám mục chính tòa Tổng giáo phận Gagnoa. Lễ tấn phong cho vị tân giám mục được cử hành sau đó vào ngày 16 tháng 9 cùng năm, với phần nghi thức truyền chức chính yếu được cử hành cách trọng thể bởi 3 giáo sĩ cấp cao. Chủ phong cho tân chức là Hồng y Bernard Agré, Tổng giám mục chính tòa Tổng giáo phận Abidjan. Hai vị còn lại, với vai trò phụ phong gồm có Giám mục Laurent Akran Mandjo, Giám mục chính tòa Giáo phận Yopougon và Giám mục Barthélémy Djabla, Giám mục Giáo phận San Pedro-en-Côte d’Ivoire. Tân Tổng giám mục chọn cho mình châm ngọn: Ut omnes unum sint.
Ngày 2 tháng 5 năm 2006, Tòa Thánh quyết định thuyên chuyển Tổng giám mục Jean-Pierre Kutwa làm Tổng giám mục chính tòa Tổng giáo phận Abidjan. Ngày 18 tháng 6 cùng năm, Tân Tổng giám mục đã đến nhận nhiệm sở mới. Song song với nhiệm vụ tại Tổng giáo phận Abidjan, ông còn đảm đương vị trí Giám quản Tông Tòa Tổng giáo phận Gagnoa từ ngày 2 tháng 5 đến ngày 21 tháng 7 năm 2006.
Ngày 22 tháng 2 năm 2014, Giáo hoàng Phanxicô vinh thăng Tổng giám mục Kutwa tước vị Hồng y Linh mục Hiệu tòa Nhà thờ Santa Emerenziana a Tor Fiorenza. Mãi 3 năm sau đó, ngày 26 tháng 2 năm 2017, tân Hồng y Kutwa mới đến nhận nhà thờ hiệu tòa của mình.